# Kumari, Pervomaisk
Kumari (în ucraineană Кумарі) este o comună în raionul Pervomaisk, regiunea Mîkolaiiv, Ucraina, formată numai din satul de reședință.

## Demografie
Componența lingvistică a comunei Kumari
     Ucraineană (96,71%)
     Rusă (2,02%)
     Alte limbi (0,5%)
Conform recensământului din 2001, majoritatea populației comunei Kumari era vorbitoare de ucraineană (96,71%), existând în minoritate și vorbitori de rusă (2,02%).